# Quinçac (Dordonya)
Quinsac (en francès Quinsac) és un municipi francès situat al departament de la Dordonya i a la regió de la Nova Aquitània.

## Demografia
| 1962                                       | 1968 | 1975 | 1982 | 1990 | 1999 | 2007 |
| ------------------------------------------ | ---- | ---- | ---- | ---- | ---- | ---- |
| 441                                        | 391  | 427  | 450  | 421  | 425  | 382  |
| Des de 1962: població sense dobles comptes |      |      |      |      |      |      |

## Administració
| Període   | Identitat           | Partit |
| --------- | ------------------- | ------ |
| 1947-1961 | Léon Larret         |        |
| 1961-1993 | Raoul Duconger      |        |
| 1993-2008 | Hubert Villeveygoux |        |
| 2008-     | Michel Dubreuil     |        |